# Hollfeld
Hollfeld är en stad i Landkreis Bayreuth i Regierungsbezirk Oberfranken i förbundslandet Bayern i Tyskland.  Hollfeld har cirka 5 000 invånare.
Staden ingår i kommunalförbundet Hollfeld tillsammans med kommunerna Aufseß och Plankenfels.

## Stadsdelar
Hollfeld består av tjugofyra stadsdelar: Drosendorf, Fernreuth, Freienfels, Gottelhof, Hainbach, Höfen,	Hollfeld, Kainach, Krögelstein, Loch, Moggendorf, Neidenstein, Pilgerndorf, Schafhof, Schnackenwöhr, Schönfeld, Stechendorf, Tiefenlesau, Treppendorf, Utzbürg, Weiher, Welkendorf, Wiesentfels och Wohnsdorf.